# Salsiccia

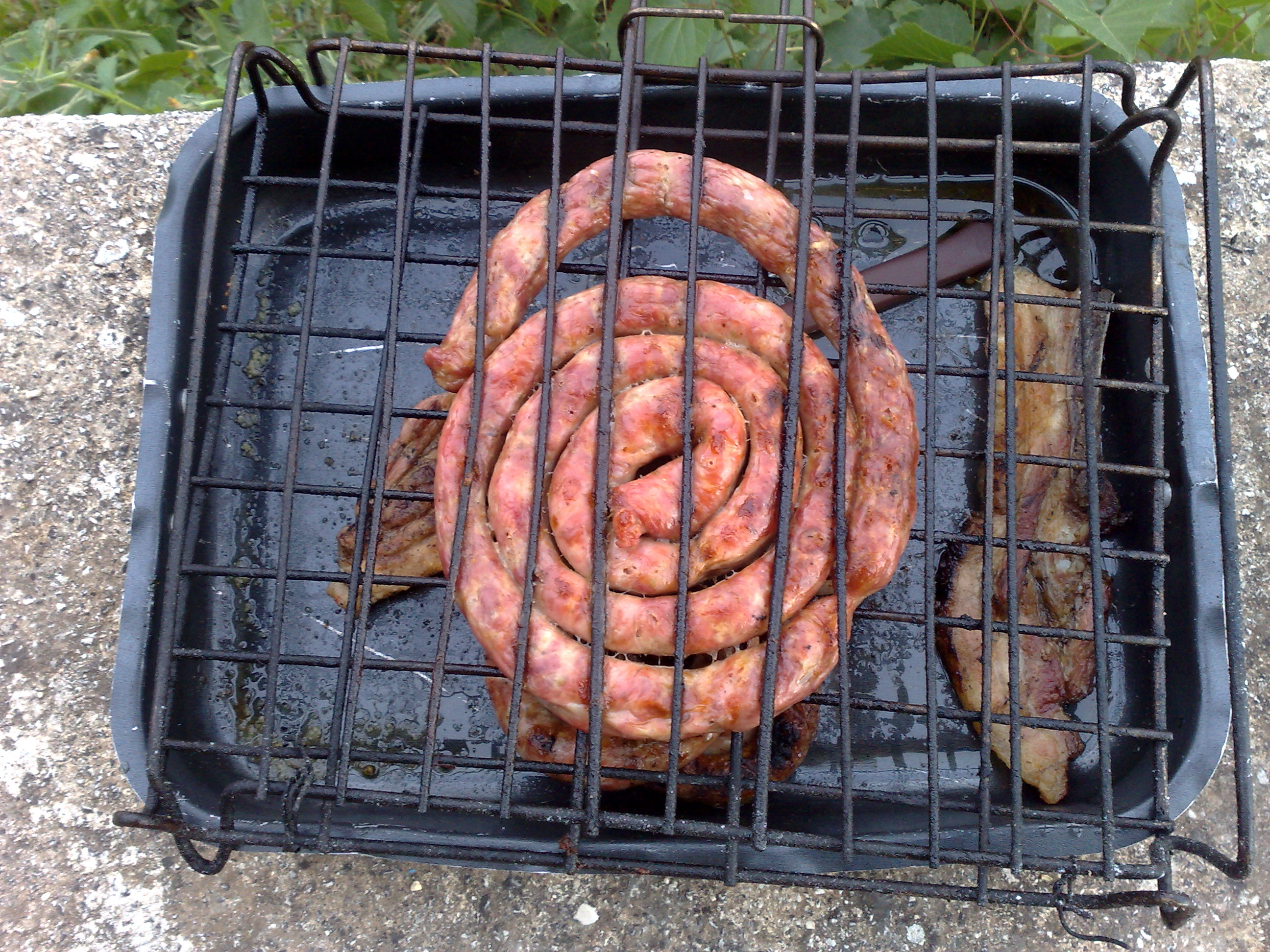
Grillad salsiccia

Salsiccia är en rå korvsort oftast gjord av fläskkött med ursprung i Italien. Salsiccia betyder korv på italienska. Det finns många varianter, men finmalet svinkött av fina delar (som karré), vin (oftast rött), svartpeppar, muskot, fänkål och koriander brukar ingå. Örter som rosmarin eller basilika är också vanliga smaksättare.   
Korvsmeten stoppas i fjälster av svintarmar till ungefär samma storlek och tjocklek som isterband. Den kan ätas utan lagring och tillagas genom stekning i panna eller ugn eller genom grillning. Salsiccia äts ofta med bröd eller polenta. Innanmätet kan klämmas ur och användas som köttfärs i pastarätter, gratänger med mera.
Även varianter som torkad eller rökt salsiccia förekommer.